# 小笠原長庸
小笠原 長庸（おがさわら ながつね）は、遠州掛川藩の第2代藩主。忠知系小笠原家6代。官位は従五位下。山城守。幼名は久次郎。

## 経歴
小笠原家一門で5000石を領した旗本・小笠原長丘の次男として誕生、母は姉小路公量の娘、元文2年（1737年）6月8日、先代藩主・小笠原長煕の婿養子となる。元文4年（1739年）4月16日、養父・長煕の隠居により後を継いだ。延享元年（1744年）7月6日、掛川にて23歳で死去し、跡を長男の長恭が継いだ。法号は竜山崇吟詳雲院。墓所は愛知県豊橋市の臨済寺。

## 系譜
父母
- 小笠原長丘（実父）
- 姉小路公量の娘（実母）
- 小笠原長煕（養父）

正室
- 小笠原長煕の次女

子女
- 小笠原長恭（長男）
- 鍋姫 ー 小笠原貞顕正室
- 北条氏彦正室
- 九鬼隆貞継々室